# La Suprema
La Suprema est un cruise-ferry construit entre 2001 et 2003 par les Nuovi Cantieri Apunia, à Marina di Carrara en Italie pour l'armateur Grandi Navi Veloci. Mis en service en mai 2003, il est le sister-ship de La Superba inauguré un an auparavant.

## Histoire

### Origines et construction
Au début des années 2000, la compagnie Grandi Navi Veloci, filiale du groupe italien Grimaldi, commande deux nouveaux cruise-ferries. Le premier, baptisé La Superba est destiné à la ligne Gênes - Olbia tandis que le second, nommé La Suprema naviguera entre Gênes et Palerme. Les sister-ships sont construits par les Nuovi Cantieri Apunia de Marina di Carrara, La Superba est achevé et mis en service en 2002. La construction de La Suprema commence le 1er juin 2001 avec la pose de la quille, son lancement a lieu le 21 août 2002. Le navire est ensuite livré à son armateur le 13 mai 2003. À leurs mise en service, La Suprema et son jumeau sont les plus grands car-ferries de la Méditerranée et le resteront jusqu'en 2008.

### Service

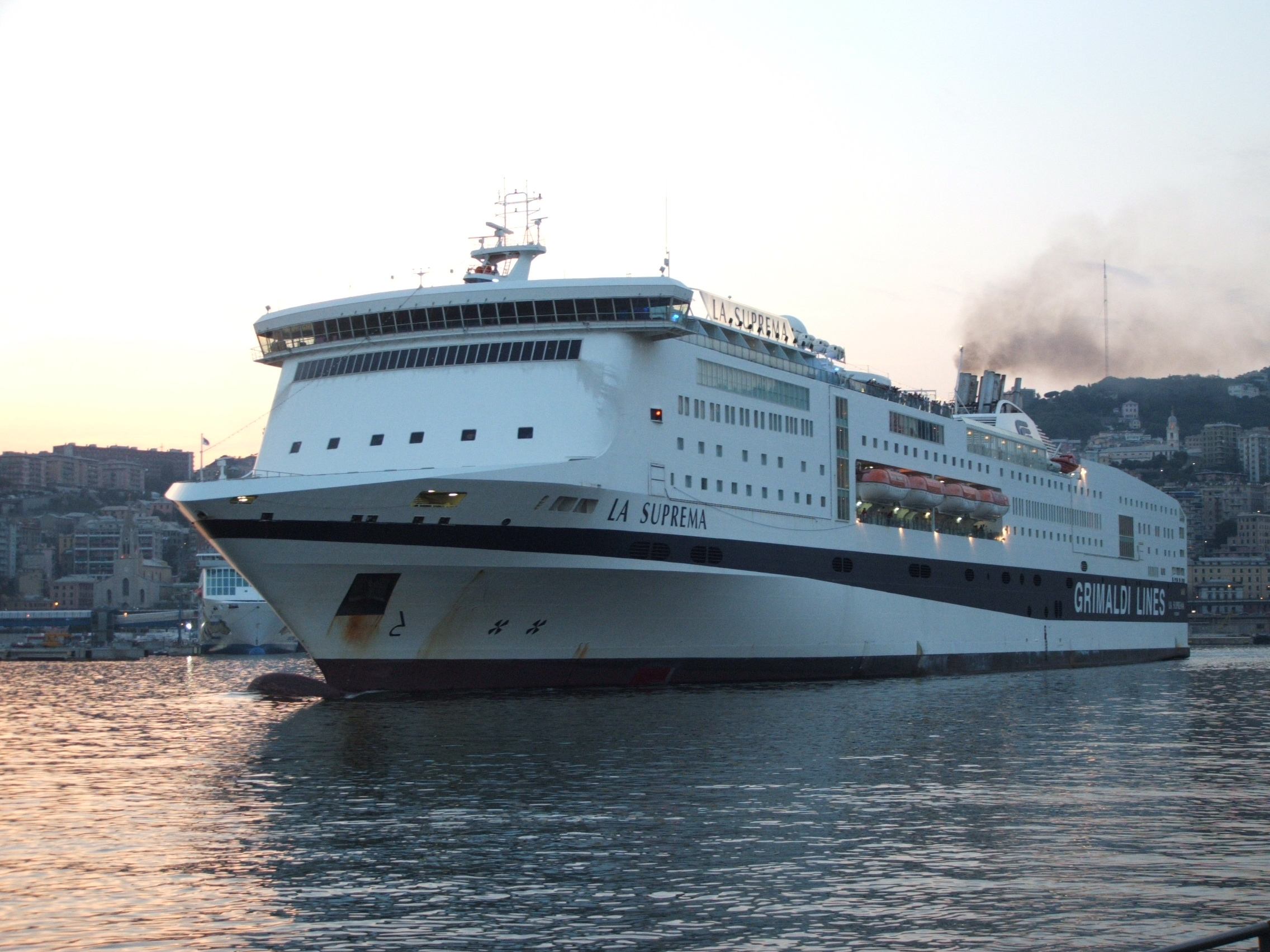
La Suprema à Gênes au début de sa carrière.

La Suprema est baptisé à Gênes le 24 mai 2003, il est ensuite mis en service le 29 suivant entre Gênes et Palerme.
En février 2008, GNV signe un accord avec la société vietnamienne Vinashin shipping company pour l'acquisition de La Suprema et de son jumeau à la fin de l'été. Cependant, le coût d'exploitation élevé des deux navires dissuadent finalement l'acheteur vietnamien et la transaction est annulée.
En juin 2015, La Suprema est le premier navire de la flotte à être repeint aux nouvelles couleurs de Grandi Navi Veloci avec le logo peint en lettres géantes sur la coque.
En septembre 2017, le cruise-ferry prend la route de San Juan Porto Rico afin de convoyer et d'héberger des organisations humanitaire venant porter assistance aux sinistrés de l'ouragan Irma. Le navire part ensuite pour Sainte-Croix dans les Îles Vierges en février 2018. La Suprema regagne l'Italie en mars.
Le 11 mai 2019, le navire escale exceptionnellement à Bastia en Corse avec à son bord 700 passagers en provenance de Gênes dans le cadre d'une chasse au trésor organisée par l'office du tourisme bastiaise et l'agence événementielle Corse Incentive.

## Aménagements

### Locaux communs
La Suprema propose à ses passagers des installations diverses et variées pendant la traversée principalement situées sur les ponts 7, 8, 9 et 10. Le navire possède cinq bars, trois espaces de restauration, une piscine (deux à l'origine, mais l'une d'entre elles a été supprimée en 2015), deux boutique, un casino, une discothèque, un centre de bien être, un espace de jeux vidéo, une salle de jeux pour enfants, deux salons fauteuils et un centre de conférences. certaines de ces installations peuvent parfois être fermées durant les traversées.
Parmi les installations du navire, on retrouve :
- Le Suprema Lounge : Le vaste bar-salon principal situé à la proue du navire sur le pont 8, des divertissements y sont proposés suivant les traversées ;
- Le Victoria Cafè : Le piano-bar situé au pont 7 au milieu du navire ;
- La Terrazza : Le bar chic situé sur le pont 9 à la proue ;
- Le Copacabana Cafè : Le bar-piscine situé à au milieu du navire sur le pont 9 ;
- Le Bikini Bar : Le bar-piscine extérieur situé au milieu sur le pont 9 ;
- La Dolce Vita : Le bar-discothèque situé sur le pont 10 ;
- Le Mistral : Le restaurant self-service situé vers la poupe sur le pont 7 ;
- Le Chevalier : Le restaurant du navire situé à la poupe sur le pont 7 ;
- Le Spaghetti : Restaurant convertible situé vers la poupe sur le pont 7 ;
- Le Bazaar Chic et le GNV Point : Les galeries marchandes du navire situées au milieu du pont 7 ;
- Le Dream Machine : le casino situé au milieu du pont 7 près du bar salon Victoria Cafè ;
- Les salons fauteuils : Dénommés Dali et Picasso, ils sont situés sur les ponts 5 et 4 à la poupe du navire et sont à la disposition des passagers n'ayant pas de cabines.

### Cabines
La Suprema possède 567 cabines situées sur les ponts 6 , 7, 8 et 10. Pouvant loger jusqu'à quatre personnes et toutes pourvues de sanitaires complets, 37 d'entre elles sont des suites de luxe et quatre sont prévues pour accueillir les personnes à mobilité réduite.

## Caractéristiques
La Suprema mesure 211,5 mètres de long pour 30,4 mètres de large, son tirant d'eau est de 7,5 mètres. Sa jauge brute est de 49 257 UMS. Le navire peut embarquer 2 920 passagers et possède un garage pouvant contenir 984 véhicules répartis sur 4 niveaux et accessible par trois portes-rampes arrières. Il est entièrement climatisé. Il possède 4 moteurs diesel semi rapides Wärtsilä de type 16V46C, développant une puissance de 67 200 kW entraînant deux hélices à pales orientables Lips faisant filer le bâtiment à plus de 28 nœuds. Il est en outre doté de deux propulseurs d'étrave et d'un stabilisateur anti-roulis à deux ailerons repliables. Le navire est pourvu de huit embarcations de sauvetages fermées de grande taille, de nombreux radeaux de survie, une embarcation de secours et une embarcation semi-rigide complètent les dispositifs de sauvetage.

## Lignes desservies
Pour le compte de Grandi Navi Veloci, La Suprema a assuré les lignes Gênes - Palerme, Gênes - Olbia et Gênes - Tunis.
Actuellement, le navire est affecté aux lignes Gênes - Palerme ou Gênes - Tunis selon périodes.